# Nelson Lagoon
Nelson Lagoon és una concentració de població designada pel cens dels Estats Units a l'estat d'Alaska. Segons el cens del 2000 tenia 83 habitants.

## Demografia
Segons el cens del 2000, Nelson Lagoon tenia 83 habitants, 31 habitatges, i 19 famílies La densitat de població era de 0,2 habitants/km².
Dels 31 habitatges en un 41,9% hi vivien nens de menys de 18 anys, en un 51,6% hi vivien parelles casades, en un 9,7% dones solteres, i en un 35,5% no eren unitats familiars. En el 19,4% dels habitatges hi vivien persones soles el 3,2% de les quals corresponia a persones de 65 anys o més que vivien soles. El nombre mitjà de persones vivint en cada habitatge era de 2,68 i el nombre mitjà de persones que vivien en cada família era de 3,15.
Per edats la població es repartia de la següent manera: un 30,1% tenia menys de 18 anys, un 6% entre 18 i 24, un 33,7% entre 25 i 44, un 26,5% de 45 a 60 i un 3,6% 65 anys o més.
L'edat mediana era de 33 anys. Per cada 100 dones hi havia 107,5 homes. Per cada 100 dones de 18 o més anys hi havia 107,1 homes.
La renda mediana per habitatge era de 43.750 $ i la renda mediana per família de 53.750 $. Els homes tenien una renda mediana de 31.250 $ mentre que les dones 59.583 $. La renda per capita de la població era de 27.596 $. Cap de les famílies i el 6,4% de la població estaven per davall del llindar de pobresa.

## Poblacions més properes
El següent diagrama mostra les poblacions més properes.